# ГЕС Гранваль
ГЕС Grandval (фр. Grandval) — гідроелектростанція у центральній Франції. Знаходячись вище від ГЕС Lanau, становить верхній ступінь в каскаді на річці Трюйєр (права притока Лоту, який, своєю чергою, є правою притокою Гаронни), що дренує південну сторону основної частини Центрального масиву.
Для накопичення ресурсу на Трюйєр звели бетонну гравітаційну греблю Гранваль заввишки 79 метрів, завдовжки 376 метрів та завтовшки від 3 до 4,9 метра. Вона утримує водосховище із площею поверхні 11,7 км2 та об'ємом 271 млн м3.
Розташований у нижній частині греблі машинний зал обладнано двома турбінами типу Френсіс потужністю по 37 МВт. При напорі у 79 метрів це забезпечує річну виробітку на рівні 144 млн кВт·год.